# Vallmusik
Vallmusik är traditionell musik som har använts i samband med vallning av boskap. Skandinavien och Alperna är två områden som framför allt förknippas med denna typ av musik. I alpområdet, liksom i stora delar av Europa, har manliga herdar vallat djuren. I Skandinavien har skötseln av boskap hört till kvinnors arbetsområden. Vallmusiken är främst förknippad med fäboddrift. I Sverige tillämpades fäboddrift norr om en linje från Bohuslän via Värmland mot nordost. Anledningen var brist på betesmark nära gårdarna, vilket löstes genom att boskapen fick beta i skogsområden på ganska stort avstånd från byn. Kvinnor och barn som vallade boskapen och skötte mjölkhanteringen bodde i fäbodar under sommarmånaderna - jfr fäbod.

## Vallmusik i fäbodkulturen
Vallåtar och lockrop användes främst som ett arbetsredskap for att hålla samman djurflockarna i skogen, skrämma bort rovdjur samt för meddelanden mellan olika fäbodar. Dessutom finns, som med all musik, en estetisk och nöjesinriktad aspekt. Generellt är vallmusiken funktionell musik, byggd på variation och improvisation utifrån ett tonförråd och korta melodiska formler. För att locka hem djuren eller skicka meddelanden användes kohorn, näverlur eller vokala lockrop som har många olika dialektala benämningar, kulning, kaukning, hojning med flera. För locksignaler och meddelanden av typen "jag har tappat bort en ko" användes olika melodifraser med bestämd innebörd, så att andra kunde avläsa signalerna. Fäboddrift och vallmusik verkar ha varit i bruk åtminstone från medeltiden i det skandinaviska området och avvecklingen skedde under senare delen av 1900-talet i Sverige. Förutom den funktionella musiken musicerade man på fäbodarna också med att sjunga visor och spela på spelpipor och andra enklare blåsinstrument som näverlapp samt längre fram i tiden gitarr och dragspel. 
Vallmusik har dokumenterats främst av Sveriges Radio (Matts Arnberg) och Svenskt visarkiv under perioden 1950-tal till 1980-tal. Ett urval fältinspelningar finns utgivna av Caprice Records på cd:n Lockrop och vallåtar.

### Instrument
De instrument man främst förknippar med vallmusiken är olika horn – kohorn och bockhorn – samt lurar gjorda med kärna av trä i två längsdelade halvor och hoplindade med bark eller näver. Lurarna saknar i regel fingerhål och kan därför endast spela med naturtoner. Många gånger användes de bara till att sprida skrämselljud. Det äldsta bevarade och fullt spelbara kohornet i Dalarna är från 900-talet. Det hittades i en mosse nära Västerby utanför Hedemora och finns idag på Folkmusikens hus i Rättvik.
Vallhornen tillverkas av horn som sågats av en slaktad ko, oxe eller bock. Mjukdelarna togs bort genom att hornet kokades, och sedan sågades en öppning i den smala änden, som formas till ett munstycke. Sedan borras tre eller fyra fingerhål. Tonhöjden varieras med hjälp av fingerhålen samt med stoppteknik genom att vänsterhanden förs in i tjockändan. Samma teknik används på valthorn.

### Lockrop
Det övergripande begreppet för den vokala vallmusiken är lockrop. Ett antal dialektala termer har använts: kulning, kôlning, kauking, kaukning, hojning, kujning, med flera. Termen kulning härrör från Dalarna och har under de senaste decennierna blivit den mest kända beteckningen på vallmusikens lockrop. Se vidare (verbet) kula i SAOB. Benämningen kauking eller kaukning, som är vanliga i Jämtland och Härjedalen, kommer från det norska ordet kauke som betyder 'hojta', 'ropa' (jämför Västerbottniska kǫuk’). I ordet finns den urnordiska diftongen au som antingen uttalas med varianterna [køuking] och [kouking] (dvs inte med ett tyskt uttal av au, diftongering av au), eller diftongupplöst som i [køking] eller [kåking]. I svenska motsvaras urnordiskt au av ö. I Norge och i gränstrakterna mellan Sverige och Norge finns också beteckningen lalning eller lålning. 
Rösttekniken karakteriseras av en kraftig tonansats och vibratofri ton, ibland i extremt högt register, men omfattar också rop i talläge.

### Toninnehåll -modus
Den tonala grunden i vallmusik är ett äldre, modalt tonförråd som ibland kallas vallåtsmodus. Olika typer av modala tonförråd finns i äldre såväl folklig musik som de högre ståndens och kyrkans musik i Europa. Vallåtsmodus omfattar både stabila och variabla tonplatser, där de variabla (ters, kvart, sext och septima) kan ha mikrotonal intonation förutom att vara stora eller små respektive rena eller överskridande. Mikrotonerna kallas ibland blå toner och kan ligga till exempel mellan c och ciss.Tonförråd av liknande karaktär, linjärt uppbyggda kring grundton och referenstoner, finns också i andra delar av den äldre folkliga musiken, till exempel polskor, folkliga koraler och vaggvisor.  Detta slags improvisation över ett modus eller tonförråd kan funktionellt liknas vid modal improvisation i jazz, även om kontexten är helt annorlunda.
- Folkmusik
- Mikrotonal musik
- Spelman
- Spelmansmusik
- Svensk folkmusik